# 木佐徳之助
木佐 徳之助（きさ とくのすけ、1890年〈明治23年〉10月16日 - 1969年〈昭和44年〉6月7日）は日本の実業家､政治家。島根県平田市名誉市民。木佐家第9代当主。号は旅峰。島根県多額納税者。農業。位階は正六位。

## 経歴
徳三郎の男。慶大に学ぶ。農業を営む。
雲洋石油株式会社を創設し、1928年（昭和3年）社長となり、1945年（昭和20年）帰郷。
1948年（昭和23年）に平田町長に就任した。1954年（昭和29年）、町長を辞任した。1955年（昭和30年）2月5日から1967年（昭和42年）5月16日まで、平田市長を務めた。

## 栄典
- 1965年（昭和40年）秋 - 勲五等双光旭日章[8]

## 人物像
宗教は大社教。住所は島根県平田市平田町。美術茶道など多方面で造詣深い風流人として知られた。

## 家族・親族

### 木佐家
（島根県平田市平田町）
- 父・徳三郎[4]（島根県平民[4]、平田銀行頭取[4]、農業[6]）
- 妻[7]
- 長男[7]
- 次男[7]
- 三男[7]
- 長女（鳥取県境港市渡町、庄司保親の妻[7]）
- 四男[7]